# Pacific Rim: The Black
Pacific Rim: The Black (パシフィック・リム: 暗黒の大陸 Pashifikku Rimu Ankoku no Tairiku?), titulada Titanes del Pacífico: Tierra de nadie en Hispanoamérica y Pacific Rim: Tierra de nadie en España, es una serie de anime distribuida por Netflix, basada en el universo de las películas de Pacific Rim. La serie fue estrenada el 4 de marzo de 2021, y la segunda temporada estrenó el 19 de abril se 2022.

## Argumento
En el futuro, una raza de monstruos llamada Kaiju surge de la Cuenca del Pacífico e invade el continente de Australia. Los humanos construyen gigantescos robots armados, llamados Jaegers, para contraatacar, pero fracasan y el continente es abandonado, dejando solo focos aislados de supervivientes. Los hermanos adolescentes Taylor y Hayley Travis son dejados en un refugio improvisado por sus padres, que se van para combatir a los Kaiju en su Jaeguer y buscar algo de ayuda, sin embargo estos nunca regresan. Cinco años después, Hayley y su hermano se topan por ironías del destino con un Jaeger modelo 3 de entrenamiento llamado Atlas Destroyer que se encontraba abandonado en una base subterránea secreta y entre ambos lo activan y emprenden una búsqueda para encontrar a sus padres. Pero en medio de todo el territorio hostil, los hermanos no solo tienen que lidiar con los merodeadores Kaiju que deambulan por la zona, sino que también deberán enfrentarse con otros sobrevivientes que intentarán apoderarse de su Jaeger Atlas Destroyer.

## Producción
En noviembre de 2018, Netflix anunció que se estaba preparando una adaptación de anime basada en las películas. Originalmente estaba programado para un lanzamiento en 2020. Durante su evento de transmisión en vivo virtual "Anime Festival" en octubre de 2020, se reveló su título Pacific Rim: The Black y una fecha de lanzamiento de 2021. También se dio luz verde a una segunda temporada.
La serie es producida por la compañía estadounidense Legendary Television, y animada por el estudio japonés Polygon Pictures. Greg Johnson y el escritor de Marvel Comics Craig Kyle sirven como showrunners, y Brandon Campbell ejerce como compositor de la serie.

## Reparto
| Personaje     | Actor original  | Actor de doblaje (Latinoamérica) |
| Hayley Travis | Gideon Adlon    | Erika Langarica                  |
| Taylor Travis | Calum Worthy    | José Ángel Torres                |
| Loa           | Erica Lindbeck  | Vianney Monroy                   |
| Mei           | Victoria Grace  | Alessia Becerril                 |
| Shane         | Andy McPhee     | Armando Coria                    |
| Ford Travis   | Jason Spisak    | Manuel Campuzano                 |
| Brina Travis  | Allie MacDonald | Valca Ponzanelli                 |
| Richter       | Leonardo Nam    | Miguel Ángel Ruiz                |
| Spyder        | Martin Klebba   | Roberto Gutiérrez                |
| Joel Wyrick   | Vincent Piazza  | Eduardo Ramírez                  |